# .ms
.ms — в Інтернеті, національний домен верхнього рівня (ccTLD) для Монтсеррату.

## Домени 2-го та 3-го рівнів
В цьому національному домені нараховується близько 1,140,000 вебсторінок (станом на січень 2007 року).
У наш час використовуються та приймають реєстрації доменів 3-го рівня такі доменні суфікси (відповідно, існують такі домени 2-го рівня):
| Суфікс   | Регламентовані користувачі                                            |
| .edu.ms  | Наукові та дослідницькі установи, коледжі, університети або інститути |
| .gov.ms  | Державні та урядові установи                                          |
| .info.ms | Вебмайданчики інформаційного змісту                                   |
| .int.ms  | Міжнародні організації                                                |
| .net.ms  | Провайдери, організації, пов'язані з мережами                         |